# Bruthal 6
Bruthal 6 (pol. Brutalna Szóstka) -  zespół heavymetalowy pochodzący z Buenos Aires.

## Historia
Bruthal 6 powstało na początku roku 1998 w zachodniej dzielnicy Buenos Aires, stolicy Argentyny. Zespół, który na początku grał thrash metal, z czasem zmienił charakter. Liczne próby, wpływały na czas i na rozwój indywidualny. W 1998 nagrali pierwsze demo pod tytułem Sangre Para La Bestia. W 1999 roku postanowili grać występy bardziej artystyczne, nie tylko muzyczne, np. malując swoje twarze na różnorodne malowidła. 

## Dyskografia
- Sangre Para La Bestia (Demo, 1998)
- Insert More Coins (Demo, 2001)
- Bruthal 6 (2006)
- Augenblick (2011)